# NGC 7115
NGC 7115 ist eine Spiralgalaxie vom Hubble-Typ Sb im Sternbild Südlicher Fisch am Südsternhimmel. Sie ist schätzungsweise 158 Millionen Lichtjahre von der Milchstraße entfernt.
Das Objekt wurde am 9. Juli 1885 von Francis Leavenworth entdeckt.